# Rochdale Hornets Rugby Football League Club
Pour les articles homonymes, voir Rochdale (homonymie).
Rochdale Hornets Rugby Football League Club Industrial and Provident Society Limited dit Rochdale Hornets est un club professionnel anglais de rugby à XIII basé à Rochdale, dans le Grand Manchester. Il évolue dans la Championship qui est le second échelon du championnat d'Angleterre. Ils ont remporté notamment une coupe d'Angleterre appelée la « Challenge Cup » en 1922.
Le club est fondé en 1880 en tant que club de rugby (qui devient plus tard le rugby à XV) puis participe à la fondation de la Northern Rugby Football Union (qui prend le nom plus tard de la « Rugby Football League ») en 1895 qui est à l'origine directe de la naissance du rugby à XIII. Ces dernières années, le club se trouve en seconde division anglaise - la Championship. Il évolue au Spotland.

## Palmarès
- Coupe d'Angleterre dite Challenge Cup (1):
  - Vainqueur : 1922.
- Championnat du Lancashire (1)[1]:
  - Champion : 1919.
- Coupe du Lancashire (3)[1]:
  - Vainqueur :  1912, 1915 et 1919.
  - Finaliste :  1913, 1920, 1966 et 1992.

- Précision :   1. 1 2  Le championnat du Lancashire s'est déroulé entre 1895 et 1974, et la coupe du Lancashire entre 1905 et 1993.